# Döhlau (Bawaria)
Döhlau – miejscowość i gmina w Niemczech, w kraju związkowym Bawaria, w rejencji Górna Frankonia, w regionie Oberfranken-Ost, w powiecie Hof. Leży w Vogtlandzie, nad rzeką Schwesnitz, przy drodze B15 i linii kolejowej Norymberga - Drezno.
Gmina położona jest 3 km na południowy wschód od centrum Hof i 45 km na północny wschód od Bayreuth.

## Dzielnice
W skład gminy wchodzą następujące dzielnice: 
| - Döhlau - Erlalohe - Kautendorf - Lahmreuth | - Neutauperlitz - Neudöhlau - Stumpfhof - Tauperlitz |

## Historia
Pierwsze wzmianki o Döhlau pochodzą z roku 1348. Döhlau było dobrem rycerskim rodziny von Pühel. Miejscowość jako część należącego do Hohenzollernów (od 1791 do Prus) Księstwa Bayreuth w wyniku Traktatu tylżyckiego w 1810 stała się częścią Bawarii. Gmina powstała w 1818. Podczas reform administracyjnych w 1978 do gminy dołączono ówczesne gminy Kautendorf i Tauperlitz.

## Osoby urodzone w Döhlau
- Theodor Alt 1846 - 1937), malarz
- Thea von Harbou (1888 - 1954), aktorka, pisarka